# Holmes megye (Florida)
Holmes megye az Amerikai Egyesült Államokban, azon belül Florida államban található. Megyeszékhelye és legnagyobb városa Bonifay. Lakosainak száma 19 653 fő (2020. április 1.). Holmes megye Geneva, Jackson, Washington és Walton megyékkel határos.

## Népesség
A megye népességének változása:
| Lakosok száma | 19 861 | 19 833 | 19 761 | 19 717 | 19 324 | 19 653 |
|               | 2010   | 2011   | 2012   | 2013   | 2015   | 2020   |